# Wilhelm Fließbach
Wilhelm Robert Karl Fließbach (* 4. Dezember 1901 in Stolp; † 17. Juli 1971 in Fürstenfeldbruck) war ein deutscher Jurist.

## Leben
Während seines Studiums wurde Fließbach im Wintersemester 1920/21 Mitglied der Tübinger Burschenschaft Derendingia. Er legte 1925 an der Rechts- und staatswissenschaftlichen Fakultät der Universität Greifswald seine Promotionsschrift vor. Von 1930 bis 1936 war er Stadtrat, Stadtsyndikus und Bürgermeister der Stadt Zoppot. 1936 wechselte er in die Reichsfinanzverwaltung. Im Zweiten Weltkrieg war er Oberkriegsgerichtsrat beim Oberkommando der Wehrmacht.
Ab 1946 war er Oberregierungsrat und Leiter des Finanzamtes Nienburg/Weser. Von 1952 bis 1968 war er Bundesrichter am Bundesfinanzhof in München.
Seine Söhne sind der Physiker Torsten Fließbach und der Übersetzer Holger Fliessbach.

## Ehrungen
- 1969: Großes Verdienstkreuz der Bundesrepublik Deutschland

## Schriften
- Die Ruhrbesetzung als Völkerrechtsproblem. Greifswald, 1925